# United States Army Corps of Engineers

United States Army Corps of Engineers (översatt: Förenta Staternas arméingenjörkår), förkortat USACE, är en amerikansk federal myndighet samt ett truppslag inom den Amerikanska armén: med ansvar för ingenjörtrupper, anläggnings- samt väg och vattenbyggnad för armén och USA:s försvarsdepartement samt för vattenvägar i USA:s inland.

## Historik
Ingenjörkårens historia går tillbaka till 1775, innan självständighetsförklaringen skrivits, då den kontinentala kongressen den 16 juni bemyndigade inrättandet av posten som chefsingenjör för armén. General George Washington utnämnde Richard Gridley till chefsingenjör den 3 juli 1775. Den nuvarande kårens egentliga historia börjar 1802 samtidigt som United States Military Academy öppnades, vilken under de kommande 60 åren i praktiken enbart var en ingenjörsskola.
Från 1824 har arméns ingenjörskår även haft ansvar för uppförande av kanaler och dammar i USA, benämnt som "Civil Works".
Arméingenjörkårens symbol, den tretorniga borgen, infördes 1840 och symboliserar byggnation och befästning, två av kårens funktioner.

## Roll och uppdarg
USACE leds av en generallöjtnant och har cirka 35 000 medarbetare, varav knappt 650 är militär personal. Högkvarteret är lokaliserat till Washington DC, men kårens egentliga hem är Fort Leonard Wood i delstaten Missouri där alla ingenjörsofficerare genomgår grundutbildningen och periodisk fortbildning. USACE är uppdelat i nio geografiskt åtskilda regioner som spänner över USA, Europa och Asien. USACE är en av världens största bygg- och anläggningsorganisationer.